# Orgel des Salt Lake Tabernacle
Die Orgel des Salt Lake Tabernacle (Salt Lake City) gilt als Inbegriff des klassischen US-amerikanischen Orgelbaues und gehört zu den größten Orgeln der USA.
Sie wurde insbesondere bekannt durch die musikalische Begleitung des Tabernacle Choir at Temple Square während dessen wöchentlichen Radio- und Fernsehsendungen „Music and the Spoken Word“ (engl.: „Musik und das gesprochene Wort“).

## Baugeschichte
Die heutige Orgel geht auf ein Instrument zurück, das der britisch-australische Schreiner und Orgelbauer Joseph Harris Ridges in den 1860er Jahren für den im Bau befindlichen Salt-Lake-Tabernakels entworfen hatte. Da die Stadt Salt Lake City noch weitab von Verkehrswegen lag, bemühte sich Ridges für den Bau so weit wie möglich Baumaterialien aus der näheren Umgebung zu nutzen. Das Bauholz stammte aus dem Pine Valley, ein Teil der Metallpfeifen und andere Bauteile erwarb Ridges von dem Orgelbauer William B. D. Simmons aus Boston. Für die Gestaltung des Gehäuses und des Prospekts orientierte sich Ridges an der neu erbauten Walcker-Orgel der Boston Music Hall. Ridges konzipierte ein Werk mit 32 Registern auf zwei Manualen und Pedal mit mechanischer Traktur. Die Balganlage wurde von Hand betrieben, der Spieltisch war in das Gehäuse integriert.
Die Arbeit an der Orgel begann im Januar 1866, wobei zunächst geeignete Holzarten gefunden werden und man sich mit der Herstellung des Leims für die Montage befassen musste. Der eigentliche Bau des Instrumentes konnte so erst im Sommer 1867 beginnen. Anfang Oktober 1867 war die Orgel so weit fertiggestellt, dass sie bereits zur Begleitung des Tabernacle Choir at Temple Square genutzt werden konnte. Zu diesem Zeitpunkt verfügte das Instrument über 12 Register und etwa 700 von vorgesehenen 1600 Pfeifen. Die Arbeiten wurden fortgesetzt und im Sommer 1869 vorerst abgeschlossen.

### Erweiterungen
Einem Bericht der Zeitung "Utah News" zufolge umfasste das Instrument um 1870 bereits 35 Register mit 2638 Pfeifen auf zwei Manualen und Pedal, andere Quellen erwähnen bereits 1869 ein drittes Manual. Für die Betätigung der Bälge waren fünf Personen notwendig. Um 1885 verfügte das Instrument über ein drittes Manual und Niels Johnson, ein Mitarbeiter Ridges, erweiterte die Orgel auf 57 Register. Um die Spielbarkeit zu erleichtern, installierte Johnson pneumatische Spielhilfen und betrieb die Balganlage nun mit einem Wasserrad, das in den Fundamenten unterhalb des Salt-Lake-Tabernakels eingebaut war. Um die Jahrhundertwende wurde das Wasserrad durch zwei Gleichstrommotoren ersetzt.
1901 wurde die Orgel durch die Kimball Organ Company komplett reorganisiert und modernisiert. Die pneumatisch unterstützte, mechanische Traktur wurde durch eine Röhrenpneumatik ersetzt, wodurch auch ein frei aufgestellter Spieltisch realisiert werden konnte. Die Umfänge von Manualen und Pedal wurden erweitert und zwei Drittel der Pfeifen ersetzt. Schließlich verfügte die Orgel über 62 Register und etwa 3600 Pfeifen. Die Windversorgung übernahm ein elektrisches Gebläse mit einer Leistung von etwa 10 PS.
Bereits 1915 war die pneumatische Traktur von Kimball so störanfällig geworden, dass die Austin Organ Company mit umfangreichen Reparatur- und Modernisierungs- und Erweiterungsarbeiten beauftragt wurde. Die Orgel erhielt eine elektrische Traktur und neue Windladen. Das Orgelgehäuse wurde von Cannon & Fetzer zum heutigen Erscheinungsbild erweitert, der Prospekt wurde um nahezu das Doppelte verbreitert. Nach der Fertigstellung im Jahr 1916 verfügte die Austin-Orgel über 100 Register, verteilt auf sechs Werke (Great, Solo, Swell, Choir, Echo und Pedal), die über vier Manuale und Pedal angespielt werden konnten. 1926 erweiterte die Austin Organ Company das Instrument um weitere 24 Register und ergänzte 1940 nochmals neun Register.

### Das heutige Instrument
Um die Orgel auf dem neuesten Stand zu halten, erhielt die Æolian-Skinner Organ Company 1945 den Auftrag, das Instrument zu erneuern. Mit Ausnahme des Gehäuses und des Prospektes, zwei Registern aus der Ridges-Orgel sowie einigen weiteren Registern aus dem Bestand der Vorgängerinstrumente entstand unter der Leitung von G. Donald Harrison als Opus 1075 ein komplett neues Instrument, das im Januar 1949 seiner Bestimmung übergeben werden konnte. Es verfügte über fünf Manuale mit Pedal und 10.814 Pfeifen, verteilt auf 137 Register in 189 Pfeifenreihen. 1979 ergänzte das kanadische Orgelbauunternehmen Casavant Frères das Solowerk.
Nach fast 40 Jahren intensiver Nutzung wurde die Orgel von 1984 bis 1988 durch Schoenstein & Co. aus San Francisco sorgfältig renoviert und auf 147 Register in 206 Pfeifenreihen mit 11.623 Pfeifen erweitert. Neben der Modifikation der Windanlage und dem Einbau eines weiteren Gebläses wurden auch die elektromechanischen Schaltanlagen durch elektronische Komponenten ersetzt. Der Spieltisch wurde in die Werkstätten nach San Francisco gebracht und dort einer kompletten Renovierung und Modernisierung unterzogen. Um die Orgel in diesem Zeitraum weiter nutzen zu können, kam ein viermanualiger Spieltisch zum Einsatz. Währenddessen wurde am Standort des Spieltisches eine in den Boden eingelassene, langsam rotierende Scheibe eingebaut, um den Besuchern eine bessere Sicht zu ermöglichen.
Im Rahmen der Renovierung des Salt-Lake-Tabernakels in den Jahren 2004 bis 2007 wurde auch die Orgel gewartet und gereinigt.
Die Orgel wurde bis 2000 benutzt, um die halbjährliche Allgemeine Konferenz der Heiligen der letzten Tage der Kirche Jesu Christi HLT musikalisch zu unterstützen. Seit 2001 wird die Konferenz im nahegelegenen LDS-Konferenzzentrum abgehalten.

## Disposition seit 1988
| I Choir (schwellbar)       |     |
| Gamba                      | 16′ |
| Principal                  | 8′  |
| Concert Flute              | 8′  |
| Viola                      | 8′  |
| Viola Celeste              | 8′  |
| Dulcet II                  | 8′  |
| Kleine Erzähler II         | 8′  |
| Prestant                   | 4′  |
| Zauberflöte                | 4′  |
| Gambette                   | 4′  |
| Piccolo Harmonique         | 2′  |
| Fife (Carillon)            | 1′  |
| Sesquialtera (Carillon) II |     |
| Carillon III               |     |
| Rauschpfeife III           |     |
| Dulzian                    | 16′ |
| Trompette                  | 8′  |
| Krummhorn                  | 8′  |
| Orchestral Oboe            | 8′  |
| Rohr Schalmei              | 4′  |
| Tromp. Harm. (Bomb.)       | 8′  |
|                            |     |
| Tremulant                  |     |

| I/II Positiv |        |
| Principal    | 8′     |
| Cor de Nuit  | 8′     |
| Quintade     | 8′     |
| Principal    | 4′     |
| Nachthorn    | 4′     |
| Nazard       | 2 ⁄3′  |
| Principal    | 2′     |
| Spielflöte   | 2′     |
| Tierce       | 1 3⁄5′ |
| Larigot      | 1 ⁄3′  |
| Sifflöte     | 1′     |
| Septerz II   |        |
| Scharf III   |        |
| Zimbel III   |        |
| Rankett      | 16′    |
| Cromorne     | 8′     |
|              |        |
| Tremulant    |        |

| II Great         |        |
| Subprincipal     | 16′    |
| Quintaton        | 16′    |
| Principal        | 8′     |
| Diapason         | 8′     |
| Montre           | 8′     |
| Bourdon          | 8′     |
| Spitzflöte       | 8′     |
| Flûte Harmonique | 8′     |
| Bell Gamba       | 8′     |
| Grosse Quinte    | 5 1⁄3′ |
| Principal        | 4′     |
| Octave           | 4′     |
| Koppelflöte      | 4′     |
| Flûte Octaviante | 4′     |
| Gemshorn         | 4′     |
| Grosse Tierce    | 3 1⁄5′ |
| Quinte           | 2 ⁄3′  |
| Super Octave     | 2′     |
| Blockflöte       | 2′     |
| Tierce           | 1 3⁄5′ |
| Septieme         | 1 ⁄7′  |
| Acuta III        |        |
| Full Mixture IV  |        |
| Fourniture IV    |        |
| Klein Mixtur IV  |        |
| Cornet V         |        |
| Double Trumpet   | 16′    |
| Trumpet          | 8′     |
| Clarion          | 4′     |

| III Swell (schwellbar)           |        |
| Lieblich Gedeckt                 | 16′    |
| Gemshorn                         | 16′    |
| Geigen Principal                 | 8′     |
| Gedeckt                          | 8′     |
| Claribel Flute                   | 8′     |
| Flauto Dolce                     | 8′     |
| Flute Celeste                    | 8′     |
| Viole de Gambe                   | 8′     |
| Viole Celeste                    | 8′     |
| Orchestral Strings               | 8′     |
| Salicional                       | 8′     |
| Voix Celeste                     | 8′     |
| Prestant                         | 4′     |
| Fugara                           | 4′     |
| Flauto Traverso                  | 4′     |
| Nazard                           | 2 ⁄3′  |
| Octavin                          | 2′     |
| Hohlflöte                        | 2′     |
| Cornet III                       |        |
| Cymbale (from Plein Jeu VI) IV   |        |
| Plein Jeu (from Plein Jeu VI) IV |        |
| Plein Jeu VI                     |        |
| Contra Fagot                     | 32′    |
| Contra Trompette                 | 16′    |
| 1ere Trompette                   | 8′     |
| 2eme Trompette                   | 8′     |
| Hautbois                         | 8′     |
| Voix Humaine                     | 8′     |
| Quinte Trompette                 | 5 1⁄3′ |
| Clairon                          | 4′     |
|                                  |        |
| Tremulant                        |        |

| IV Bombarde          |     |
| Diapason             | 8′  |
| Octave               | 4′  |
| Grosse Cornet IV–VI  |     |
| Grande Fourniture VI |     |
| Bombard              | 16′ |
| Trompette Harmonique | 8′  |
| Trompette            | 8′  |
| Clairon              | 4′  |

| IV Solo           |        |
| Flauto Mirabilis  | 8′     |
| Gamba             | 8′     |
| Gamba Celeste     | 8′     |
| Concert Flute     | 4′     |
| Nazard            | 2 ⁄3′  |
| Piccolo           | 2′     |
| Tierce            | 1 3⁄5′ |
| French Horn       | 8′     |
| English Horn      | 8′     |
| Corno di Bassetto | 8′     |
| Tuba              | 8′     |
| Cornet V (Great)  | 8′     |
| Harp              | 8′     |
| Chimes            |        |
| Celesta (Harp)    |        |
|                   |        |
| Tremulant         |        |

| V Antiphonal      |    |
| Diapason          | 8′ |
| Gedeckt           | 8′ |
| Salicional        | 8′ |
| Voix Celeste      | 8′ |
| Principal         | 4′ |
| Kleine Mixtur III |    |
| Trompette         | 8′ |
| Vox Humana        | 8′ |
| Tuba Mirabilis    | 8′ |
| Cornet (Great) V  |    |
|                   |    |
| Tremulant         |    |

| Percussion       |
| Chimes on Great  |
| Chimes on Pedal  |
| Harp on Choir    |
| Celesta on Choir |

| Pedal                    |         |
| Montre                   | 32′     |
| Flûte Ouverte            | 32′     |
| Contre Bourdon           | 32′     |
| Principal                | 16′     |
| Flûte Ouverte            | 16′     |
| Contre Basse             | 16′     |
| Violone                  | 16′     |
| Bourdon                  | 16′     |
| Gemshorn (Swell)         | 16′     |
| Gamba (Choir)            | 16′     |
| Lieblich Gedeckt (Swell) | 16′     |
| Grosse Quinte            | 10 2⁄3′ |
| Principal                | 8′      |
| Violoncello              | 8′      |
| Spitzprincipal           | 8′      |
| Flûte Ouverte            | 8′      |
| Flauto Dolce             | 8′      |
| Gamba (Choir)            | 8′      |
| Lieblich Gedeckt (Swell) | 8′      |
| Quinte                   | 5 1⁄3′  |
| Choral Bass              | 4′      |
| Nachthorn                | 4′      |
| Gamba (Choir)            | 4′      |
| Lieblich Gedeckt (Swell) | 4′      |
| Principal                | 2′      |
| Blockflöte               | 2′      |
| Full Mixture IV          |         |
| Cymbale IV               |         |
| Grand Harmonics V        |         |
| Bombarde                 | 32′     |
| Contra Fagot (Swell)     | 32′     |
| Ophicleide               | 16′     |
| Trombone                 | 16′     |
| Double Trumpet (Great)   | 16′     |
| Contre Trompette (Swell) | 16′     |
| Dulzian (Choir)          | 16′     |
| Posaune                  | 8′      |
| Trumpet                  | 8′      |
| Double Trumpet (Great)   | 8′      |
| Contre Trompette (Swell) | 8′      |
| Krummhorn (Choir)        | 8′      |
| Clairon                  | 4′      |
| Chalumeau                | 4′      |
| Kornett                  | 2′      |

## Technische Daten
- 147 Register, 206 Pfeifenreihen, 11.623 Pfeifen
- Windversorgung:
  - Gebläse: 3 Windmotoren (Main, Auxiliary Pedal, Antiphonal)
  - Motorleistung: > 30 PS
  - Choir: 121 mmWS
  - Positiv: 67 mmWS
  - Great: 89 – 124 mmWS
  - Swell: 108 – 124 mmWS
  - Bombarde: 156 mmWS
  - Solo: 237 mmWS
  - Antiphonal: 111 – 381 mmWS
  - Pedal: 86 – 178 mmWS
- Stimmung:
  - Höhe a1= Hz: 440 Hz bei 23 °C
  - Stimmung gleichschwebend

## Organisten

### Ständige Organisten
- 1867–1900: Joseph J. Daynes
- 1900–1925: John J. McClellen, davon 1905–1925 als Senior Organist
- 1905–1937: Edward P. Kimball, davon 1926–1937 als Senior Organist
- 1907–1908: Walter J. Poulton
- 1909–1930: Tracy Y. Cannon
- 1911: Moroni B. Gillespie
- 1922–1969: Frank W. Asper
- 1924–1977: Alexander Schreiner (* 1901 in Nürnberg; † 1987), davon 1938–1977 als Senior Organist
- 1933–1944: Wade N. Stephens
- 1947–1984: Roy M. Darley, davon 1978–1984 als Senior Organist
- 1965–1991: Robert Cundick, davon 1985–1991 als Senior Organist
- 1977–2007: John Longhurst (* 1940), davon 1992–2007 als Senior Organist
- Seit 1979: Bonnie Goodliffe (zeitweise)[4]
- Seit 1982: Clay Christiansen, davon 2008 bis 2014 als Senior Organist[4]
- Seit 1984: Linda Margetts (zeitweise)[4]
- Seit 1991: Richard Elliott[4]
- Seit 2007: Andrew Unsworth[4]

### Gastmusiker
- 2007: Dame Gillian Weir
- 2007: Daniel Kerr, Professor der Orgel-Studien, Brigham Young University
- 2008: Felix Hell

## Aufnahmen/Tonträger
- John Longhurst: Mormon Tabernacle Organ. 1983, Philips.
- Richard Elliott: In the Shadows of the Everlasting Hills. 1994, Pro Organo
- Robert Cundick and John Longhurst: A Tabernacle Organ Duo Extravaganza, Argo 430 426-2.